# 青银通道
青银通道，是中國的一条高速铁路，也是中国中长期铁路规划的“八纵八横” 高铁通道的「一横」。铁路由济青高速铁路、石济客运专线、石太客运专线和银太高速铁路连接而成，连接了山东、河北、山西、陕西等省份和宁夏回族自治区。全线设计时速350~250km。